# Kleinigkeiten aus den Bischofsleben

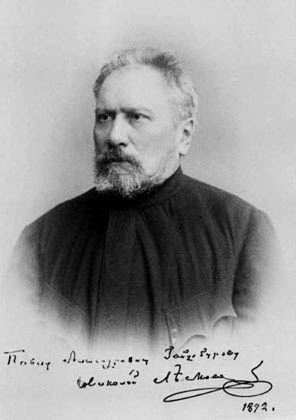
Nikolai Leskow im Jahr 1872

Kleinigkeiten aus den Bischofsleben (russisch Мелочи архиерейской жизни, Melotschi archijereiskoi schisni) ist eine Erzählung (russische Literaturwissenschaftler reden in dem Fall von einem Otscherk – einem Abriss oder auch einer Skizze) des russischen Schriftstellers Nikolai Leskow, die 1878–1880 in der Zeitung Nowosti und in der Zeitschrift Historischer Bote erschien. Der Text versammelt Anekdoten über Bischöfe, die zu Lebzeiten des Autors, also im 19. Jahrhundert, in russischen Eparchien amtierten.
1888 brachte Adolf Marks eine zehnbändige Leskow-Ausgabe in russischer Sprache heraus. Der sechste Band mit den Kleinigkeiten musste auf Anweisung der Zensur zurückgezogen werden. Der Text stand in Russland bis 1905 auf dem Index der verbotenen Schriften.
In Leskows Porträtsammlung findet der Leser nicht nur Unterhaltsames zu einigen Oberhirten der russischen Kirche. Leskow gräbt teilweise tiefer; stellt Bischöfe vor, die Mensch bleiben wollten, doch herrschen mussten. Manch wahrhaft salomonisches Urteil, gefällt von einem solchen Oberhirten, setzt unbedingt menschliche Größe voraus und klammert sich selten an die Buchstaben des geltenden Rechts.

## Inhalt
Der strenge Bischof Nikodim habe in Leskows Vaterstadt Orjol an der Oka hart durchgegriffen. Nikodim hatte einen Cousin Leskows zum Militär geschickt. Leskows Vater, der nicht viel für die Klostergeistlichkeit übrig gehabt habe, sei darauf zu Nikodim hingegangen und habe sich unerschrocken über die Entscheidung des Bischofs beschwert. Irgendwelche Folgen für die Familie habe die Intervention von Leskows Vaters nicht gehabt.
Den russischen Bischöfen oblag seinerzeit die Gerichtsbarkeit über ihre untergebenen Geistlichen. Der „zu Blutfülle und Fettleibigkeit“ neigende Erzbischof Smaragd Kryschanowski  von Orjol habe den jungen Dorfküster Lukjan, einen Schürzenjäger, lange auf sein Verfahren warten lassen. Während der Wartezeit musste Lukjan für das Bischofshaus Holz sägen. Smaragd, der seine Korpulenz selbst therapieren wollte, mischte sich des Öfteren unter die auf sein Gerichtsurteil Wartenden und sägte mit einem der Delinquenten aus heilgymnastischen Gründen Holz. Gewöhnlich legte der zum Sägen Abkommandierte dann dem Bischof einen leicht zu sägenden Stamm auf den Sägebock. Nicht aber Lukjan. Smaragd – Heilgymnastik an solchem Knorren nicht gewohnt – verprügelte Lukjan daraufhin und entließ den Frauenhelden ansonsten ungestraft aus der Haft.
Erzbischof Smaragd war nicht der Einzige, der seine Untergebenen verprügelte. Bischof Innokenti von Taurien schlug einen seiner käuflichen Klosterdiener mit Händen und trat ihn dazu mit Füßen.
Der Bischof Warlaam von Pensa ließ sich einmal von einer Frau überlisten. Die Bauern eines Dorfes im Gouvernement M. litten unter der Habgier eines Popen. Die Dorfbesitzerin Gräfin Wiskonti hatte ihren Bauern Abhilfe versprochen und war zu Warlaam außerhalb der Sprechzeit vorgedrungen. Der Bischof zeigte sich verschlossen, bis die Gräfin mit einer Lüge ihr Ziel erreichte. Die Wiskonti gab einen fingierten Dialog mit dem Popen wieder. Der Pope habe ihr geantwortet: ‚Der Bischof reißt sich unseretwegen kein Bein aus, und wir müssen ja schließlich essen und trinken.‘ Der Pope wurde abgesetzt.
Andere Geistliche blieben von Frauen unbeeindruckt. Bischof Ioann von Smolensk ließ zwei auf müßiges Geschwätz erpichte Damen nicht vor.
Der Bruder Leskows, ein Kiewer Gynäkologe, wurde einmal dringend zu Seiner Eminenz Porfiri Uspenski gerufen. Der Bischof ließ sich von dem Frauenheilkundler seine Verstopfung behandeln.
Filaret Amfiteatrow, Metropolit von Kiew, ärgerte sich über manches Vergehen seiner Untergebenen so sehr, dass er als Oberster Gerichtsherr die Verhandlung persönlich leitete und das Urteil verkündete. Während der Verhandlung sprach er in Richtung seines Beisitzers beiseite: „… er verdient sie [die Strafe], der Dummkopf, aber ich fürchte, ich könnte gar zu hart sein – wie?“ Als ihm hinterher unangemessene Nachsicht vorgeworfen wurde, widersprach Filaret: „Warum hat der arme Kerl denn dann geweint?“
Leskow nennt in einem Atemzug mit dem gütigen Filaret von Kiew den Bischof Neofit einen gutherzigen Mönch, nachsichtigen und menschenfreundlichen Bischof, der vor dem Einschlafen Stschedrins Satiren las. Besaß Neofit doch fast kein Geld, verlachte die sich ihm vergeblich anbiedernden Frömmler, hörte sich mit sichtlichem Vergnügen den weltlichen Gesang junger Leute an, wollte des Abends im Dorfteich Karauschen angeln und verlangte Christusspeise (gebackenen Fisch).
„Bischof Polikarp, ein strenger Mönch und Sonderling, dabei aber ein sehr guter Mensch“ strafversetzte einen Küster. Der Versetzte hatte sich an einem wohlhabenden Ehepaar gerächt, indem er es denunzierte. Die Ehe des Paares war darauf für ungültig erklärt worden, weil der Cousin mit der Cousine verheiratet war. Nun galten die Kinder des Paares als unehelich. Die Frau wendete sich an Polikarp mit der Frage: Sollen die Denunzierten ihr halbes Vermögen an einen Petersburger „Rechtsspezialisten“ zahlen, der das Gerichtsurteil verdrehen will? Polikarp antwortete Nein. Der Petersburger Halsabschneider ging leer aus, denn – so Polikarp – nicht alles dürfe ernst genommen werden, was Gerichte befinden.
Mit einem noch verzwickteren Fall wurde der Metropolit Filaret Drosdow konfrontiert. Ein Witwer hatte zur Betreuung seiner Kinder die Schwägerin in den Haushalt genommen und die 23-Jährige geschwängert. Der Metropolit scherte sich wenig um die Gesetze der rechtgläubigen Kirche und nannte im Gespräch einen gangbaren Weg, auf dem die Trauung des Paares verwirklicht wurde. Leskow überliefert noch eine Begebenheit aus dem Wirken des Metropoliten Filaret Drosdow. Als ein Polizeigeneral die Liturgie in einer Moskauer Kirche kritisierte, ließ er den General eiskalt strammstehen.
Schließlich macht sich Leskow noch in Sachen Überlieferung verdient, wenn er bemerkt, „daß die schriftliche Hinterlassenschaft von Bischöfen in den meisten Fällen sofort nach dem Tode ihres Besitzers sichergestellt wird und der Forscher sie … nie in die Hand bekommt“ und der Autor im Kontext den Versuch einer Bibliographie der Schriften des Metropoliten Isidor – zu dessen Lebzeiten – startet.
Es wurden nur die im Text erzählerisch herausgearbeiteten Bischöfe aufgeführt. Leskow hat noch andere erwähnt:
- Augustin von Ufa (1768–1841)[23],
- Grigori von Kaluga (1784–1860)[24],
- Filaret Filaretow (1824–1882)[25],
- den Gelehrten Makari von Litauen (1816–1882)[26],
- Arseni (1795–1876)[27], ab 1860 Metropolit von Kiew,
- Filofei Uspenski (1808–1882)[28] und
- Mitrofan von Woronesch (1623–1703)[29].

Als Filaret Amfiteatrow – der spätere Metropolit von Kiew  (siehe oben) – noch Archimandrit war, soll ihn Augustin von Ufa regelmäßig geprügelt haben. In Kaluga soll Bischof Grigori von einem unzufriedenen Küster angefallen worden sein. Filaret Filaretow, der spätere Bischof von Riga, wurde in der Kiewer Kathedrale mit einem Bannfluch belegt.

## Zitat
„Wo die Menschen leicht alles glauben, verlieren sie auch leicht jeglichen Glauben.“

## Rezeption
- 1969: Reißner[34] meint, der Text sei kein Angriff auf die obere russische Geistlichkeit. Der Leser könne dem orthodoxen Klerus nach der Lektüre nicht mehr den gebotenen Respekt entgegenbringen.

## Deutschsprachige Ausgaben
Erste Übertragung ins Deutsche:
- Kleinigkeiten aus den Bischofsleben. Bilder nach der Natur. Deutsch von Günter Dalitz. S. 577–747 in Eberhard Reißner (Hrsg.): Nikolai Leskow: Gesammelte Werke in Einzelbänden. Der verzauberte Pilger. 771 Seiten. Rütten & Loening, Berlin 1969 (1. Aufl.)

Verwendete Ausgabe:
- Kleinigkeiten aus den Bischofsleben. Bilder nach der Natur. Deutsch von Günter Dalitz. S. 260–425 in Eberhard Dieckmann (Hrsg.): Nikolai Leskow: Gesammelte Werke in Einzelbänden. 4. Der ungetaufte Pope. Erzählungen. Mit einer Nachbemerkung des Herausgebers. 728 Seiten. Rütten & Loening, Berlin 1984 (1. Aufl.)